# 吳鑛
吳鑛，初名元暎，字天朗，江南歙县人。清初官员。

## 生平
顺治十五年（1658年）戊戌科进士，官平乐府推官。工书法。

## 家族
祖父吴宪，字叔度，原籍歙西溪南。吴宪曾上书叶永盛在两浙设立商籍。天启年间，反对魏忠贤党羽。